# Federació Internacional d'Informació i Documentació
La Federació Internacional d'Informació i Documentació (FID) fou un organisme internacional sobre documentació i gestió del coneixement actiu durant el s. XX. Era una associació professional internacional d'institucions i persones interessades en el desenvolupament, la producció, la investigació i la utilització de productes de la informació, sistemes i mètodes d'informació i gestió de la informació. Va ser creada el 12 de setembre de 1895 a Brussel·les pels advocats belgues Paul Otlet (1868-1944) i Henri La Fontaine (1854-1943) amb el nom d'Institut International de Bibliographie (IIB). L'oficina principal es va traslladar a la Haia el 1934. El seu nom va anar canviant en el temps, d'acord amb l'evolució del camp: 
- 1895 - Institut International de Bibliographie (IIB)
- 1931 - Institut International de Documentation (IID)
- 1937 - Fédération Internationale de Documentation (FID)
- 1988 - International Federation for Information and Documentation - Fédération Internationale d'Information et de Documentation (FID).

Aquesta entitat va ser una de les patrocinadores del primer Congrés Mundial de Documentació, que va tenir lloc a París el 1937. Un dels resultats més importants d'aquesta entitat va ser la creació de la CDU (Classificació decimal universal).